# Сємірадзький Юзеф
Ю́зеф Сєміра́дзький (пол. Józef Siemiradzki; 28 березня 1858, Харків — 12 грудня 1933, Варшава) — польський геолог і палеонтолог, приват-доцент (з 1887), екстраординарний професор (з 1894 без ставки, з 1901), професор університетів Франца I (1906—1918) та Яна Казимира (1918—1932) у Львові (нині — Львівський національний університет імені Івана Франка), ректор (1926—1927). Дослідник палеозою Поділля.
У листопаді 1918, під час польсько-українських змагань у Львові, з карабіном у руці був одним із перших організаторів польської Громадянської міліції, за що відзначений Хрестом Оборони Львова та Хрестом Хоробрих.
Командор Ордену Відродження Польщі (1929).
Двоюрідний брат відомого художника Генрика Гектора Семирадського.

## Вибрані праці
Репортажі з подорожей:
- Z Warszawy do Równika. Wrażenia z podróży po Ameryce Południowej odbytej w latach 1882-83 (1885, wznowienie 2014)
- Za morze! Szkice z wycieczki do Brazylii (1894)

Підручники:
- Geologia ziem polskich (tom 1 - 1903, tom 2 - 1909)
- Płody kopalne Polski (1922)
- O czym mówią kamienie? 1929

Довідник Geologia ziem polskich (I—II, 1903-1909), у якому присвячено місце тим українським землям, які входили до складу історичної Польщі.